# Up’n Away (Mr. President-dal)
Az Up'n Away című dal a német Mr. President 1994. április 25-én megjelent első kimásolt kislemeze debütáló Up'n Away – The Album című albumukról. A dalt Kai Matthiesen írta, és Rainer Gaggfey-vel közösen voltak a producerek. Ez volt az első olyan dal, amely aranylemez minősítést kapott anélkül, hogy bekerült volna a német Top 10-be. Illetve ez volt az utolsó olyan dal is, amelyben George "Sir Prophet" rappel. Őt Delroy "Layzee Dee" váltotta a megjelenés után nem sokkal. Hogy elkerüljék a félreértéseket a távozás után, a dalt újra felvették Rennalls vokáljával, úgy mint a többi dalt is az albumra. 
2000-ben a dalt ismét kiadták egy remixelt változatban "Up'N Away 2K" címmel, Delroy Rennalls vokáljával, de a remix nem került fel a slágerlistákra. 2014-ben a német ItaloBrothers táncegyüttes dolgozta fel a dalt.

## Kritikák
A páneurópai Music & Media magazin ezt írta: "Kissé fura a dal, mivel gyakorlatilag az összes jelenleg divatos táncstílust tartalmazza. A dal egyfajta válasz az Egyesült Királyság jelenlegi dzsungelőrületére.

## Videóklip
A videóban az együttes tagjai a Frankfurti repülőtéren táncolnak és énekelnek.

## Számlista
- CD maxi - Europa (1994)

1. "Up'n Away" (Radio Mix)- 3:52
2. "Up'n Away" (Extended Mix) - 5:55
3. "Up'n Away" (Club Mix) - 6:33

- CD single, 12" maxi - Remixes (1994)

1. "Up'n Away" (Peter's Groove Away Mix)- 5:58
2. "Up'n Away" (Peter's Dub Mix) - 7:15

## Slágerlista
| Slágerlista (1994–1995)           | Legjobb helyezések |
| --------------------------------- | ------------------ |
| Austria (Ö3 Austria Top 40)       | 6                  |
| Denmark (IFPI)                    | 14                 |
| Europe (Eurochart Hot 100)        | 42                 |
| Finland (Suomen virallinen lista) | 17                 |
| Germany (Media Control Charts)    | 12                 |
| Sweden (Sverigetopplistan)        | 24                 |
| Switzerland (Schweizer Hitparade) | 17                 |

| Slágerlista (1994)             | Helyezés |
| ------------------------------ | -------- |
| Germany (Media Control Charts) | 86       |

## Díjak és eladások
| Régió                                                       | Minősítés | Eladott példányszám |
| ----------------------------------------------------------- | --------- | ------------------- |
| Németország (BVMI)                                          | arany     | 250 000^            |
| ^ Kiszállítási példányszámok kizárólag a minősítés alapján. |           |                     |